# Amir Hosejn Zare
Amir Hosejn Zare (pers. امیرحسین زارع; ur. 16 stycznia 2001) – irański zapaśnik walczący w stylu wolnym. Brązowy medalista olimpijski w Tokio 2020 w kategorii 125 kg, a także srebrny z Paryża 2024 w tej samej wadze. Mistrz świata w 2021 i 2023; trzeci w 2022 roku. 
Triumfator igrzysk azjatyckich w 2022. Mistrz Azji w 2024. Wicemistrz igrzysk olimpijskich młodzieży w 2018. Mistrz świata U-23 w 2019. Drugi na MŚ juniorów w 2019. Mistrz świata kadetów w 2018 roku.